# Campeonato Mundial de Nacra 17
El Campeonato Mundial de Nacra 17 es la máxima competición internacional de la clase de vela Nacra 17. Se realiza anualmente desde 2013 bajo la organización de la Federación Internacional de Vela (ISAF). Este tipo de embarcación, que se disputa con tripulaciones mixtas, es una clase olímpica desde los Juegos Olímpicos de Río de Janeiro 2016.

## Palmarés
| Núm. | Año  | Sede                          | Oro                                         | Plata                                            | Bronce                                           |
| ---- | ---- | ----------------------------- | ------------------------------------------- | ------------------------------------------------ | ------------------------------------------------ |
| I    | 2013 | La Haya · ( Países Bajos)     | Billy Besson Marie Riou Francia             | Benjamin Saxton Hannah Diamond Reino Unido       | Matías Bühler · Nathalie Brugger · Suiza         |
| II   | 2014 | Santander · ( España)         | Billy Besson Marie Riou Francia             | Santiago Lange Cecilia Carranza Saroli Argentina | Jason Waterhouse Lisa Darmanin Australia         |
| III  | 2015 | Aarhus ( Dinamarca)           | Billy Besson Marie Riou Francia             | Jason Waterhouse Lisa Darmanin Australia         | Coen de Koning · Mandy Mulder · Países Bajos     |
| IV   | 2016 | Clearwater ( Estados Unidos)  | Billy Besson Marie Riou Francia             | Allan Nørregaard Anette Viborg Dinamarca         | Vittorio Bissaro · Silvia Sicouri · Italia       |
| V    | 2017 | La Grande-Motte ( Francia)    | Benjamin Saxton Katie Dabson Reino Unido    | Fernando Echávarri · Tara Pacheco · España       | Ruggero Tita · Caterina Banti · Italia           |
| VI   | 2018 | Aarhus ( Dinamarca)           | Ruggero Tita · Caterina Banti · Italia      | Nathan Outteridge Haylee Outteridge Australia    | Santiago Lange Cecilia Carranza Saroli Argentina |
| VII  | 2019 | Auckland ( Nueva Zelanda)     | Vittorio Bissaro · Maelle Frascari · Italia | Christian Peter Lübeck Lin Cenholt Dinamarca     | Jason Waterhouse Lisa Darmanin Australia         |
| VIII | 2020 | Geelong ( Australia)          | John Gimson Anna Burnet Reino Unido         | Nathan Outteridge Haylee Outteridge Australia    | Jason Waterhouse Lisa Darmanin Australia         |
| IX   | 2021 | Al Musanah ( Omán)            | John Gimson Anna Burnet Reino Unido         | Gianluigi Ugolini · Maria Giubilei · Italia      | Paul Kohlhoff · Alica Stuhlemmer · Alemania      |
| X    | 2022 | St. Margarets Bay · ( Canadá) | Ruggero Tita · Caterina Banti · Italia      | Gianluigi Ugolini · Maria Giubilei · Italia      | Akseli Keskinen · Sinem Kurtbay · Finlandia      |
| XI   | 2023 | La Haya · ( Países Bajos)     | Ruggero Tita · Caterina Banti · Italia      | John Gimson Anna Burnet Reino Unido              | Emil Järudd · Hanna Jonsson · Suecia             |
| XII  | 2024 | La Grande-Motte ( Francia)    | Ruggero Tita · Caterina Banti · Italia      | John Gimson Anna Burnet Reino Unido              | Gianluigi Ugolini · Maria Giubilei · Italia      |

1. 1 2 3  Celebrado en el Campeonato Mundial de Vela.

## Medallero histórico
- Actualizado a La Grande-Motte 2024.

| Núm. | País         | Oro | Plata | Bronce | Total |
| ---- | ------------ | --- | ----- | ------ | ----- |
| 1    | Italia       | 5   | 2     | 3      | 10    |
| 2    | Francia      | 4   | 0     | 0      | 4     |
| 3    | Reino Unido  | 3   | 3     | 0      | 6     |
| 4    | Australia    | 0   | 3     | 3      | 6     |
| 5    | Dinamarca    | 0   | 2     | 0      | 2     |
| 6    | Argentina    | 0   | 1     | 1      | 2     |
| 7    | España       | 0   | 1     | 0      | 1     |
| 8    | Alemania     | 0   | 0     | 1      | 1     |
| 8    | Finlandia    | 0   | 0     | 1      | 1     |
| 8    | Países Bajos | 0   | 0     | 1      | 1     |
| 8    | Suecia       | 0   | 0     | 1      | 1     |
| 8    | Suiza        | 0   | 0     | 1      | 1     |
|      | TOTAL        | 12  | 12    | 12     | 36    |